# Кулибаба, Владимир Илларионович
Владимир Илларионович Кулибаба (15 июля 1904, Бабанка, Киевская губерния — 1983, Симферополь) — советский партийный и хозяйственный деятель. Участник Великой Отечественной войны. Член КПСС (с 1926 года).

## Биография
Родился в 15 июля 1904 году в селе Бабанка (сейчас — Уманский район Черкасской области). В 1926 году вступил в коммунистическую партию. По комсомольскому набору в октябре 1926 был направлен в Севастополь, где был занят на восстановлении Черноморского флота. Завершил службу в 1932 году, после чего обучался в учительском институте.
С 1937 по 1940 год — 3-й секретарь Севастопольского горкома ВКП(б) и 1-й секретарь Центрального райкома ВКП(б). 1 апреля 1940 года был избран 2-м секретарём ГК ВКП(б).
Во время Великой Отечественной войны участвовал в обороне Севастополя. Уже в ночь на 22 июня 1941 года участвовал в экстренном заседании горкома. С 1941 по 1942 год являлся 2-м секретарем ГК ВКП(б), заместитель по политической части командира городского соединения народного ополчения, батальонный комиссар. С июня по октябрь 1941 года являлся комиссаром народного ополчения. 
Решением бюро обкома ВКП(б) и приказом Наркома НКВД Крымской АССР в августе 1941 года был назначен комиссаром штаба местной противовоздушной обороны (МПВО) Севастополя.  
По воспоминаниям Б. А. Борисова, во время второго штурма начальник штаба МПВО города В. И. Малый и комиссар штаба В. И. Кулибаба руководили ликвидацией завалов, спасением людей, следили за ремонтом водопровода, электросетей и расчисткой улиц.
Эвакуирован на Кавказ. Переаттестован в майора. С 1944 по 1946 год — заведующий военным отделом Крымского обкома ВКП(б). Был награждён орденом «Знак Почёта». 
Впоследствии находился на хозяйственной работе. Являлся персональным пенсионером республиканского значения с 1974 года .
Скончался в 1983 году в Симферополе.

## Награды
- Медаль «За боевые заслуги» (25.03.1942),
- Орден Красной Звезды (1942),
- Медаль «За оборону Севастополя» (22.12.1942),
- Орден «Знак Почета» (10.02.1944),
- Медаль «За победу над Германией в Великой Отечественной войне 1941–1945 гг.» (9.05.1945),
- Медаль «За доблестный труд в Великой Отечественной войне 1941–1945 гг.» (6.06.1945)[2].